# ویلهلم بوش
ویلهلم بوش (آلمانی: Wilhelm Busch; ۱۵ آوریل ۱۸۳۲ – ۹ ژانویهٔ ۱۹۰۸) شاعر و تصویرگر اهل آلمان بود.
ویلهلم بوش را سرشناس‌ترین طنزپرداز آلمانی دانسته‌اند. ویلهلم بوش در سال ۱۸۳۲ میلادی در روستای ویزِندال در ایالت نیدرزاکسِن آلمان زاده شد. با وجود مخالفت پدر، به جای تحصیل در رشتهٔ مکانیک به شهرِ دوسلدورف و سپس به کشورِ هلند رفت و سال‌ها در رشتهٔ نقاشی آموخت و کار کرد.
کتاب معروف او، ماکس و موریتس که می‌توان آن را به فارسی وروجک‌ها ترجمه کرد، تا به حال به بیش از ۵۰ زبان و ۲۵۰ گویش ترجمه شده‌است. ماکس و موریتس دو پسربچهٔ شر و شیطان‌اند که مرغ‌ها را می‌دزدند، پلی را خراب می‌کنند و آنچنان اهالی محترمِ روستا را آزار می‌دهند که آسیابانِ ده هردو را می‌گیرد، آسیا می‌کند و به اردک‌ها می‌دهد.